# Veiling Westland-West
Veiling Westland-West was van 1988 tot en met 1991 een groenteveiling ontstaan uit een fusie tussen Veiling Westland Noord en Veiling Westland Zuid. Veiling Westland Noord was al de grootste veiling van Nederland met een omzet van 511 miljoen gulden. Met het samengaan met Veiling Westland Zuid, dat een omzet had van een kwart miljoen gulden, kreeg de nieuwe fusieveiling een omzet van ongeveer 750 miljoen gulden. De veiling opereerde vanuit locaties in Poeldijk, 's-Gravenzande en Nieuw-Amsterdam. Aanvankelijk was ook de Veiling Delft-Westerlee betrokken bij de fusiebesprekingen, maar de leden stemden uiteindelijk tegen een fusie. Vanwege de bijkomende geplande sluiting van Westerlee vreesden aangesloten tuinders voor lange reistijden naar de vestiging in Poeldijk.
De reden voor het samengaan was dat aan de vraagzijde een concentratie gaande was. Voor goede prijsvorming was het van belang om ook de aanbodzijde te concentreren. De nieuwe fusieveiling telde 2200 leden en had 215 medewerkers. De belangrijkste producten die er verhandeld werden waren: tomaat, paprika, sla, komkommer en radijs.
Een jaar na de totstandkoming van de fusie, in 1989 werd bekend gemaakt dat opnieuw gesprekken aangegaan werden voor een fusie met Veiling Delft-Westerlee. De noodzaak tot concentreren van aanbod was nog steeds relevant. Zo kochten in 1986 nog vijfentwintig grootwinkelbedrijven uit Duitsland op de veiling in Poeldijk waar in 1991 nog maar zeven van over waren, en de verwachting was dat dat aantal verder zou blijven dalen. De grotere inkopers wilden een groot assortiment, omdat zij anders naar een andere partij zouden gaan, wat nadelig voor de prijs zou zijn. Een fusie moest een groot assortiment garanderen. Op 25 april 1991 stemden de leden van beide veilingen in met een fusie per 1 mei 1991. Zo bleef nog maar één groenteveiling over in het Westland: Veiling Westland.